# 水尻站
水尻站（日语：／ Mizushiri eki */?）是位於廣島縣安藝郡坂町字水尻，西日本旅客鐵道（JR西日本）的吳線車站。車站編號為JR-Y07。

## 歷史
- 1997年（平成9年）4月3日 - 與吳市締結建造新站的建設協議[2]。
- 1999年（平成11年）2月7日 - 吳線小屋浦站至坂站之間開設此站[1]。
- 2007]（平成19年）
  - 6月 - 車站內設置了可支援ICOCA的簡易IC卡閘機。
  - 9月1日 - 此站開始可以使用IC卡「ICOCA」。
- 2018年（平成30年）
  - 7月6日 - 發生雨災使車站暫停營業。
  - 9月9日 - 廣站至坂站之間重開[注 1][4]。

## 車站構造
車站是一座地面車站，設有1面2線的島式月台，可進行列車交會。車站兩端的轉轍器是Y字分支點結構，當通過列車通過車站時需要減速至60km/h左右。1號月台為上行本線，2號月台為下行本線。此站是由吳站管理的無人車站，設有自動售票機。
此站本來沒有車站大樓，自從於2007年引入自動閘機後，於前往月台的跨線橋前建設了簡單車站大樓。大樓內設有1台簡易自動閘機，並遷移月台上的售票機。此站可使用ICOCA與其可互相使用的IC卡。

### 月台
| 月台 | 路線 | 上下行 | 方向             |
| ---- | ---- | ------ | ---------------- |
| 1    | 吳線 | 上行   | 吳、竹原方向     |
| 2    | 吳線 | 下行   | 海田市、廣島方向 |

月台編號是取自車站時間表。

## 使用狀況
以下為1日平均乘車人次：
| 年度               | 1日平均 乘車人次 | 參考資料    |
| ------------------ | ---------------- | ----------- |
| 2001年（平成13年） | 92               | [ 5 ]       |
| 2002年（平成14年） | 90               | [ 6 ]       |
| 2003年（平成15年） |                  |             |
| 2004年（平成16年） |                  |             |
| 2005年（平成17年） |                  |             |
| 2006年（平成18年） | 74               | [ 7 ]       |
| 2007年（平成19年） |                  |             |
| 2008年（平成20年） |                  |             |
| 2009年（平成21年） |                  |             |
| 2010年（平成22年） |                  |             |
| 2011年（平成23年） | 75               | [ 8 ]       |
| 2012年（平成24年） | 74               | [ 8 ]       |
| 2013年（平成25年） | 84               | [ 8 ] [ 9 ] |
| 2014年（平成26年） | 80               | [ 8 ]       |
| 2015年（平成27年） | 86               | [ 8 ]       |
| 2016年（平成28年） | 91               | [ 8 ]       |
| 2017年（平成29年） | 87               | [ 8 ]       |
| 2018年（平成30年） | 54               | [ 8 ]       |

在吳線所有車站中，此站是最少乘車人次的車站（第二名是須波站）。

## 車站周邊
- 國道31號
- Bayside海灘坂 （页面存档备份，存于）（海灘）
- 坂町循環巴士（日语：坂町循環バス）　水尻巴士站
- 水尻地區老人集會所
- 水尻海岸整備作業所
- 水尻公園
- 瀧明神社

## 其他
- 電影「LIMIT OF LOVE 海猿」曾經在此站取景。
- 臨時快速「瀨戶內海景（日语：瀬戸内マリンビュー）」（前往三原）於此站運輸停車。

## 相鄰車站
西日本旅客鐵道（JR西日本）
 吳線
■快速「通勤快車」、■快速「安藝路快車」
通過
■普通
小屋浦（JR-Y08）－水尻（JR-Y07）－坂（JR-Y06）

## 注腳

## 外部連結
- 水尻｜車站資訊：JR出門網 - 西日本旅客鐵道（日語）